# Untersuchungsausschuss

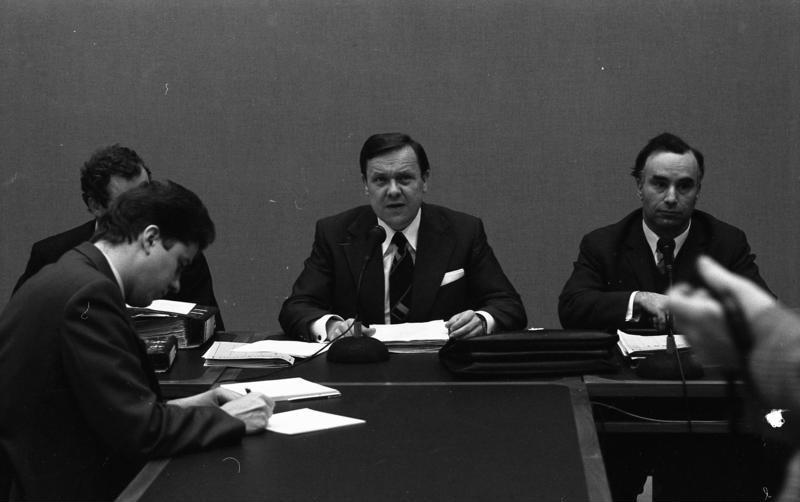
Guillaume-Untersuchungsausschuss des Deutschen Bundestags am 6. November 1974

Ein parlamentarischer Untersuchungsausschuss (kurz U-Ausschuss oder UA oder PUA, in Österreich UsA bezeichnet), in der Schweiz eine parlamentarische Untersuchungskommission (PUK), ist ein nichtständiger parlamentarischer Ausschuss bzw. eine Kommission zur Untersuchung von Sachverhalten mittels Sonderbefugnissen nach der jeweiligen Verfassung oder dem jeweiligen Untersuchungsausschussgesetz, deren Aufklärung im öffentlichen Interesse liegt.

## Funktion und Organisation
Parlamentarische Untersuchungsausschüsse haben in der parlamentarischen Demokratie eine wichtige Funktion zu erfüllen. Auf der einen Seite erhalten Parlamente durch die Einsetzung eines Untersuchungsausschusses die Möglichkeit, selbständig Sachverhalte, insbesondere solche, die in dem Verantwortungsbereich der Regierung bzw. Exekutive liegen und die auf Missstände hindeuten, zu untersuchen und damit parlamentarische Kontrolle über eine Regierung auszuüben. Auf der anderen Seite kann ein parlamentarischer Untersuchungsausschuss, insbesondere durch die Opposition, als politisches Druckmittel genutzt werden. Denn das Mehrheitsprinzip wie in anderen Ausschüssen gilt nur eingeschränkt. Die Opposition bzw. die Minderheit hat das Recht, in gleicher Weise wie die Ausschussmehrheit an der Untersuchung mitzuwirken, insbesondere Beweisanträge zu stellen. Daher gilt der Untersuchungsausschuss als „scharfes Schwert“ der Opposition. Durch Beweisanträge kann der Untersuchungsausschuss beispielsweise die Vorlage von Akten verlangen und Zeugen vernehmen.
Ein parlamentarischer Untersuchungsausschuss ist grundsätzlich als nichtständiger Ausschuss ein Organ des jeweiligen Parlamentes und entsprechend dem jeweiligen Mehrheitsverhältnis im Parlament mit Abgeordneten besetzt. Die Beweisaufnahme erfolgt in Sitzungen und am Ende wird das Ergebnis der Untersuchung in einen Bericht aufgeschrieben.

## Untersuchungsausschüsse in Deutschland

### Untersuchungsausschüsse des Reichstags (1919–1933)

#### Allgemeines
Gemäß Artikel 34 Absatz 1 Satz 1 der Verfassung des Deutschen Reichs vom 11. August 1919 (WRV) hatte der Reichstag auf Antrag von einem Fünftel seiner Mitglieder die Pflicht und das Recht, Untersuchungsausschüsse einzusetzen. Diese Ausschüsse waren gemäß Art. 34 Absatz 1 Satz 2 WRV befugt, in öffentlicher Verhandlung die Beweise, die sie oder die Antragsteller für erforderlich erachten, zu erheben. Die Öffentlichkeit konnte vom Untersuchungsausschuss mit Zweidrittelmehrheit gemäß Art. 34 Absatz 1 Satz 3 WRV ausgeschlossen werden. Die Gerichte und Verwaltungsbehörden waren gemäß Art. 34 Absatz 2 WRV verpflichtet, „dem Ersuchen dieser Ausschüsse um Beweiserhebungen Folge zu leisten; die Akten der Behörden waren auf Verlangen vorzulegen“. Auf die (Beweis-)Erhebungen der Untersuchungsausschüsse und „der von ihnen ersuchten Behörden“ fanden die Vorschriften der seinerzeit gültigen Strafprozessordnung sinngemäße Anwendung (vgl. Art. 34 Absatz 3 WRV). Das Verfahren der Untersuchungsausschüsse wurde nicht durch die Geschäftsordnung des Reichstags geregelt. Das Verfahren wurde durch den von der Nationalversammlung beschlossenen und fortgeltenden „Arbeitsplan für Untersuchungsausschüsse“ vom 16. Oktober 1919 geregelt.

#### Beispiele
- Untersuchungsausschuss für die Schuldfragen des Weltkrieges
- Untersuchungsausschuss „Ruhrentschädigungen“ (sogenannter Barmat-Skandal) (1925–1927)[2]

### Untersuchungsausschüsse im Deutschen Bundestag
Der Untersuchungsausschuss im Deutschen Bundestag ist ein Bundestagsausschuss, welcher im Wesentlichen der parlamentarischen Kontrolle gegenüber der vollziehenden Gewalt dient. Aufgabe des Untersuchungsausschusses ist es, Sachverhalte, deren Aufklärung im öffentlichen Interesse liegt, zu untersuchen und dem Bundestag darüber Bericht zu erstatten.
Die Einsetzung des Untersuchungsausschusses regelt Art. 44 Grundgesetz (GG), allerdings enthält die Norm keine näheren Regelungen zum Gegenstand der Untersuchung, zum Verfahren und zur Beweiserhebung. Daher traten in der Vergangenheit häufiger Rechtsunsicherheiten und Streitigkeiten über die Befugnisse der Untersuchungsausschüsse auf, die insbesondere aus dem politischen Spannungsverhältnis zwischen der die Regierung tragenden Parlamentsmehrheit und der Opposition, die als Minderheit einen Untersuchungsausschuss beantragen kann, resultierten.
Der Gesetzgeber sah sich daher veranlasst, ein „Gesetz zur Regelung des Rechts der Untersuchungsausschüsse des Deutschen Bundestages“ zu verabschieden. Dieses Untersuchungsausschussgesetz (PUAG) trat am 26. Juli 2001 in Kraft und enthält einfachgesetzliche Regelungen zu allen wesentlichen Verfahrensfragen, insbesondere zur Einberufung der Sitzungen und über den Zugang der Öffentlichkeit. Auch einzelne Fragen der Beweiserhebung sind dort geregelt, allerdings blieben die Vorschriften der Strafprozessordnung (StPO) über die Beweiserhebung weiterhin anwendbar.

#### Einsetzung

##### Allgemeines
Nach Art. 44 GG kann der Bundestag einen Untersuchungsausschuss einsetzen; auf Antrag eines Viertels seiner Mitglieder ist er zu der Einsetzung verpflichtet. Mit dem Einsetzungsbeschluss bestimmt der Bundestag den genauen Untersuchungsgegenstand und die Zahl der Ausschussmitglieder, die anschließend von den Fraktionen entsprechend ihrer Stärke benannt werden. Wird der Untersuchungsausschuss von mindestens einem Viertel der Mitglieder des Bundestages (qualifizierte Minderheit) beantragt, so hat der Bundestag diesen Ausschuss unverzüglich einzusetzen. In diesem Fall darf der Bundestag den Untersuchungsgegenstand nicht gegen den Willen der Antragsteller verändern oder erweitern.

##### Besonderheit in der 18. Wahlperiode
Aufgrund der geringen Größe der Opposition im 18. Bundestag hat der Bundestag seine Geschäftsordnung um die Sonderregelung des § 126a GOBT erweitert. Diese ermöglichte es bereits 120 Mitgliedern des Bundestags (d. h. weniger als einem Viertel), einen Untersuchungsausschuss zu beantragen. Die Geltung der Vorschrift war auf die Dauer der 18. Wahlperiode (2013–2017) beschränkt.

#### Untersuchungsauftrag
Der Untersuchungsauftrag bindet den Untersuchungsausschuss hinsichtlich seiner Untersuchung (§ 3 S. 1 PUAG). Die Grenzen des parlamentarischen Untersuchungsrechts ergeben sich im Wesentlichen aus dem verfassungsrechtlichen Zuständigkeitsbereich des Bundestages (§ 1 Abs. III PUAG). Daraus wird im Staatsrecht Deutschlands gefolgert, dass ein Untersuchungsausschuss nicht mehr Rechte haben dürfe als das Parlament selbst (sogenannte Korollartheorie). Zudem begrenzt der sog. Kernbereich der exekutiven Eigenverantwortung der Bundesregierung die parlamentarische Untersuchung. Auch sind grundsätzlich nur solche Sachverhalte einer Untersuchung durch den Bundestag zugänglich, die bereits abgeschlossen sind.

#### Sonderfall Verteidigungsausschuss
Von der allgemeinen Regelung nach Art. 44 GG abweichend kann der Verteidigungsausschuss nach Art. 45a GG selber eine Untersuchung einleiten und sich als Untersuchungsausschuss konstituieren. Die Konstituierung des Verteidigungsausschusses als Untersuchungsausschuss ist verpflichtend auf Antrag eines Viertels seiner Mitglieder (Art. 45a II Satz 2 GG). Die Regelungen des Art. 44 Abs. 1 GG finden insofern auf den Bereich der Verteidigung keine Anwendung.
Auch hier gibt es für die 18. Wahlperiode gemäß § 126 a I Nr. 2 GOBT die Besonderheit, dass bereits auf Antrag von weniger als einem Viertel der Ausschussmitglieder die Konstituierung als Untersuchungsausschuss zu erfolgen hat.

#### Verfahren
Das Verfahren der Untersuchungsausschüsse im Bundestag ist vor allem durch das Untersuchungsausschussgesetz (PUAG) geregelt. Daneben gelten die Vorschriften der Strafprozessordnung. Der Untersuchungsausschuss erhebt die durch den Untersuchungsauftrag gebotenen Beweise aufgrund von Beweisbeschlüssen. Beweise sind zu erheben, wenn sie von einem Viertel der Ausschussmitglieder beantragt sind, es sei denn, die Beweiserhebung ist unzulässig oder das Beweismittel ist auch nach Anwendung von Zwangsmitteln unerreichbar.
Als Beweismittel kommen insbesondere die Vernehmung von Zeugen (§ 20 PUAG) und Sachverständigen (§ 28 PUAG) sowie die Beiziehung von Akten (§ 18 PUAG), beispielsweise aus Bundesministerien, in Betracht. Ebenfalls kann der Ausschuss – in der Praxis selten – gem. § 19 PUAG auch eine Einnahme des Augenscheins als Beweismittel beschließen.
Der Untersuchungsausschuss hat das Recht, das Erscheinen von Zeugen zu erzwingen, im Falle einer ungerechtfertigten Zeugnisverweigerung ein Ordnungsgeld festzusetzen bzw. die Person in Haft nehmen zu lassen. Wie vor einem Gericht sind vor dem Untersuchungsausschuss Falschaussagen mit Strafe bedroht.
Das gesamte Untersuchungsverfahren leitet der oder die Ausschussvorsitzende (§ 6 Abs. 2 PUAG). Bei dessen Abwesenheit übernimmt diese Aufgabe der oder die stellvertretende Ausschussvorsitzende (§ 7 Abs. 2 PUAG).
Bei Streitigkeiten innerhalb des Ausschusses entscheidet weitestgehend der Bundesgerichtshof (vor Inkrafttreten des PUAG wegen der Zuständigkeit nach der StPO das Amtsgericht Bonn bzw. Amtsgericht Mitte). Werden Organstreitigkeiten geführt oder erscheint die Einsetzung des Ausschusses verfassungswidrig, so ist das Bundesverfassungsgericht zuständig (§ 36 Abs. 2 Satz 1 PUAG).

#### Sitzungen
Das PUAG unterscheidet zwei Arten von Sitzungen eines Untersuchungsausschusses.
Zum einen gibt es die nichtöffentlichen Beratungssitzungen gem. § 12 PUAG. Über Art und Umfang von Mitteilungen aus den Beratungssitzungen an die Öffentlichkeit kann der Ausschuss gem. § 12 II PUAG bestimmen.
Zum anderen gibt es gem. § 13 PUAG die Sitzungen der Beweisaufnahme. Dabei findet die Beweiserhebung grundsätzlich in öffentlicher Sitzung statt. Mit der Öffentlichkeit ist die sog. Saalöffentlichkeit gemeint, also jedermann hat grundsätzlich Zutritt zu diesen Sitzungen als Zuschauer. Ton- und Filmaufnahmen sowie Ton- und Bildübertragungen sind grundsätzlich gem. § 13 I Satz 2 PUAG nicht zulässig. Allerdings kann der Untersuchungsausschuss Ausnahmen gem. § 13 I Satz 3 und 4 PUAG zulassen, wenn eine Mehrheit von zwei Dritteln der anwesenden Mitglieder vorliegt und die zu vernehmenden oder anzuhörenden Personen zugestimmt haben.
Hiervon hat 2005 der Visa-Untersuchungsausschuss erstmals in der Geschichte des Deutschen Bundestags Gebrauch gemacht. Im Fernsehen übertragen worden sind unter anderem die Befragungen des damaligen Bundesaußenministers Joschka Fischer und Staatsministers a. D. Ludger Volmer sowie die Anhörung des damaligen beamteten Staatssekretärs Gunter Pleuger (beide 21. April 2005).
Das Parlamentsfernsehen stellte den Fernsehsendern kostenlos die Übertragung zur Verfügung. Der Dokumentationskanal von ARD und ZDF, Phoenix, übertrug die Sitzung durchgehend live, die Nachrichtensender n24 und n-tv zeitweise.
Die Premiere war für die Nachrichten- und Dokumentationskanäle erfolgreich. Bei Phoenix sahen im Schnitt 230.000 Zuschauer die über 14 Stunden dauernde Übertragung, der Dokumentationskanal von ARD und ZDF erreichte mit 1,6 % Marktanteil (Jahresdurchschnitt 0,5 bis 0,6 %) gute Quoten, auch n-tv zeigte sich zufrieden mit 160.000 Zuschauern und 3,0 % Marktanteil (sonst um 0,5 %) in der Zeit der Untersuchungsausschuss-Übertragung, ebenso N24.

#### Abschlussbericht
Nach dem Abschluss der Untersuchung erstattet der Ausschuss dem Bundestag grundsätzlich gem. § 33 I PUAG Bericht. Der Abschlussbericht muss dabei zunächst formelle Voraussetzungen erfüllen. Zum einen muss der Bericht gem. § 33 I Satz 1 PUAG schriftlich abgefasst werden. Zum anderen muss der Bericht gem. § 33 I Satz 2 PUAG einen Verfahrensteil (Gang des Verfahrens), einen Feststellungsteil (ermittelte Tatsachen) und einen Bewertungsteil (Ergebnis) enthalten. Kommt der Ausschuss nicht zu einem einvernehmlichen Bericht, so sind gem. § 33 II 2. HS PUAG Sondervoten aufzunehmen.
Der Bundestag kann gem. § 33 IV PUAG den Ausschuss verpflichten, einen Zwischenbericht vorzulegen. Ist abzusehen, dass der Ausschuss nicht vor Ende der Wahlperiode einen schriftlichen Bericht vorlegen kann, so hat der Ausschuss gem. § 33 III PUAG einen Sachstandsbericht über den bisherigen Gang des Verfahrens sowie das bisherige Ergebnis der Untersuchungen vorzulegen. Damit soll verhindert werden, dass die bisherige Untersuchung des Ausschusses dem Grundsatz der Diskontinuität zum Opfer fällt.
Über das Ergebnis und die Erforderlichkeit eines Untersuchungsausschusses wird regelmäßig zwischen der Koalition und der Opposition gestritten. Nichtsdestoweniger lässt sich konstatieren, dass es nach der Einsetzung und Durchführung eines Untersuchungsausschusses zu gesetzlichen Änderungen bzw. Reformen in Bezug auf Untersuchungsgegenstände kommen kann oder möglicherweise zu personellen Konsequenzen.
Die Ergebnisse des Untersuchungsausschusses haben keine sanktionierende Wirkung. Die Gerichte sind nicht an die Ermittlungsergebnisse gebunden und in der Würdigung des dem Untersuchungsverfahren zugrunde liegenden Sachverhalts frei (Art. 44 IV GG).

#### Beispiele auf Bundesebene
- Untersuchungsausschuss zur Guillaume-Affäre (1974–1975)[5]
- Untersuchungsausschuss zum Atommülllager Gorleben (2010–2013)
- Untersuchungsausschuss zur Terrorgruppe NSU (2012–2013)
- Untersuchungsausschuss NSA (2014–2017)
- 1. Untersuchungsausschuss des Verteidigungsausschusses der 19. Wahlperiode des Deutschen Bundestages zur „Berateraffäre“[6][7] (ab 2019)
- 2. Untersuchungsausschuss der 19. Wahlperiode des Deutschen Bundestages (ab 2019) zur „Mautaffäre“
- 3. Untersuchungsausschuss der 19. Wahlperiode des Deutschen Bundestages (2020–2021) zur Insolvenz von Wirecard

### Untersuchungsausschüsse in den Bundesländern

#### Allgemeines
Die Landtage in den 16 Bundesländer haben ebenso die Möglichkeit parlamentarische Untersuchungsausschüsse einzusetzen. Die jeweiligen Landesverfassungen enthalten entsprechende gesetzliche Grundlagen für die Einsetzung (Beispiel: Art. 34 Verfassung des Landes Mecklenburg-Vorpommern). Auch haben die Länder Untersuchungsausschussgesetze, in denen Näheres geregelt ist. Nachfolgend sind ein paar über die eigenen Landesgrenzen hinweg bekannte Untersuchungsausschüsse aufgezählt.

#### Beispiele
- Untersuchungsausschuss zur Barschel-Affäre (Schleswig-Holstein, 1987–1988)
- Untersuchungsausschuss „Hamburger Polizei“ (Hamburg, 1994–1997)
- Untersuchungsausschuss zur Münchner CSU-Affäre (Bayern, 2004–2007)[8]
- Untersuchungsausschuss „BER“ (Berlin, 2012–2016)[9]
- Untersuchungsausschuss zum Kernkraftwerk Biblis (Hessen, 2014–2019)[10][11][12][13]
- Mehrere NSU-Untersuchungsausschüsse zur Aufklärung der NSU-Aktivitäten in zahlreichen Bundesländern

## Untersuchungsausschüsse in Österreich

### Untersuchungsausschüsse im Nationalrat

#### Allgemeines
Untersuchungsausschüsse (Kurz: UsA) im Nationalrat sind spezielle Ausschüsse, die zur Überprüfung der Arbeit der Bundesregierung eingesetzt werden können. Die Rechtsgrundlage bildet Art. 53 Bundes-Verfassung (B-VG) in der Fassung vom 1. Jänner 2015. Demnach kann das Parlament einen Untersuchungsausschuss einsetzen (Art. 53 Abs. 1 Satz 1 B-VG) und hat die Pflicht, auf Antrag eines Viertels seiner Mitglieder (Art. 53 Abs. 1 Satz 2 B-VG) einen Untersuchungsausschuss zu beschließen. Der Hypo-Untersuchungsausschuss ist der erste Untersuchungsausschuss der Zweiten Republik, der von der Opposition eingesetzt wurde. Bis Ende 2014 konnte ein Untersuchungsausschuss nur durch die Mehrheit im Nationalrat beschlossen werden. Die Vorgangsweise eines Untersuchungsausschusses ist in der Verfahrensordnung für parlamentarische Untersuchungsausschüsse (kurz: VO-UA) geregelt. Den Vorsitz eines Untersuchungsausschusses übernehmen die Nationalratspräsidenten. Untersuchungsausschüsse sind nicht öffentlich zugänglich, nur Journalisten dürfen grundsätzlich als Vertreter der Öffentlichkeit an Untersuchungsausschüssen teilnehmen. Bild- und Tonaufnahmen während der Sitzungen sind nicht zulässig. Die Protokolle der Anhörungen werden auf der Website des österreichischen Parlaments als Kommuniqués veröffentlicht.

#### Beispiele (ab 1945)
- ERP-Hilfe (1949–1952)
- Autobahnbau (1966–1968)
- Spionageaffäre (1968–69)
- UNO-City (1971–72)
- Flugzeugbeschaffung des Bundesheeres (1971–1975)
- Konferenzzentrum Wien (1972–1975)
- Telefonabhöraffäre (1976–77)
- AKH (1980–81)
- WBO-Skandal (1982–83)
- Lucona (1988–89)
- Noricum Waffenexporte (1989–1990)
- Milchwirtschaftsfonds (1989–90)
- Untersuchungsausschuss zu Vergabepraxis des Sozialministeriums 1995–1999 (Euroteam) (2000–2002)[21]
- Untersuchungsausschuss zur Eurofighter-Affäre (2006–2007)
- Untersuchungsausschuss zur Klärung von Korruptionsvorwürfen (2011–2012)
- Untersuchungsausschuss Hypo Group Alpe-Adria (2015–2016)[22]
- Untersuchungsausschuss über das Kampfflugzeugsystem „Eurofighter Typhoon“ (2018–2019)
- Untersuchungsausschuss zu Vorgängen im Bundesamt für Verfassungsschutz und Terrorismusbekämpfung (BVT) (2018–2019)
- Untersuchungsausschuss zur mutmaßlichen Käuflichkeit der türkis-blauen Bundesregierung (Ibiza-Untersuchungsausschuss; ab 2020)[23][24]
- ÖVP-Korruptions-Untersuchungsausschuss (2021–2023)
- COFAG-Untersuchungsausschuss (2023–2024)[25]
- ROT-BLAUER Machtmissbrauch-Untersuchungsausschuss (2023–2024)[26]

### Untersuchungsausschüsse in den Bundesländern

#### Allgemeines
Auch die Landtage der 9 Bundesländer in Österreich haben die Möglichkeit Untersuchungsausschüsse einzusetzen. Die rechtlichen Grundlagen befinden sich in den jeweiligen Landesverfassungen. Beispielsweise kann der Burgenländische Landtag gemäß Artikel 46 Verfassung des Burgenlandes (L-VG) Untersuchungsausschüsse einsetzen.

#### Beispiele
- KAGes-Untersuchungsausschuss (Landtag Steiermark, 2006)[27]
- Herberstein-Untersuchungsausschuss (Landtag Steiermark, 2006)[28]
- Seen-Untersuchungsausschuss (Kärntner Landtag, 2013–2015)[29][30]
- Hypo-Untersuchungsausschuss (Landtag Vorarlberg, 2016–2017)[31]
- Commerzialbank-Untersuchungsausschuss (Landtag Burgenland, ab 2020)[32]

## Untersuchungskommissionen in der Schweiz

### Untersuchungskommissionen in der Bundesversammlung

#### Allgemeines
Die Bundesversammlung, bestehend aus zwei Kammern (Nationalrat und Ständerat), ist das Schweizer Parlament. Gemäß Art. 163 Abs. 1 Bundesgesetz über die Bundesversammlung (Parlamentsgesetz, ParlG) kann die Bundesversammlung Parlamentarische Untersuchungskommissionen (PUK) einsetzen. Nach Anhörung des Bundesrates erfolgt die Einsetzung mit einfachem Bundesbeschluss (Art. 163 Abs. 2 ParlG).

#### Beispiele
- PUK «Mirage-Affäre» (1964)[33]
- PUK «Pensionskasse des Bundes» (1995–1996)[34]
- PUK «Geschäftsführung der Behörden – CS-Notfusion»

### Untersuchungskommissionen in den Kantonen

#### Allgemeines
Auch die 26 Kantonsparlamente haben die Möglichkeit parlamentarische Untersuchungskommissionen (PUK) einzusetzen.

#### Beispiele
- PUK «BVR» (Kantonsrat Zürich, 2010–2012)[35]
- PUK «Justizstreit» (Kantonsrat Schwyz, 2012–2013)[36]
- PUK zum Bauskandal im Unterengadin (Grosser Rat Graubünden, seit 2018)